# Figueira Champions Classic 2025
La Figueira Champions Classic 2025, terza edizione della corsa e valevole come quarta prova dell'UCI ProSeries 2025 categoria 1.Pro, si svolse il 16 febbraio 2025 su un percorso di 192,7 km, con partenza e arrivo da Figueira da Foz, in Portogallo. La vittoria fu appannaggio del portoghese António Morgado, il quale completò il percorso in 4h35'47", alla media di 41,924 km/h, precedendo il francese Paul Magnier ed il ceco Mathias Vacek.

## Squadre e corridori partecipanti
| N.      | Cod. | Squadra                |
| ------- | ---- | ---------------------- |
| 1-7     | SOQ  | Soudal Quick-Step      |
| 11-17   | UAD  | UAE Team Emirates      |
| 21-26   | LTK  | Lidl-Trek              |
| 31-37   | ADC  | Alpecin-Deceuninck     |
| 41-47   | IGD  | Ineos Grenadiers       |
| 51-57   | EFE  | EF Education-EasyPost  |
| 61-67   | TPP  | Team Picnic PostNL     |
| 71-77   | MOV  | Movistar Team          |
| 81-87   | IWA  | Intermarché-Wanty      |
| 91-97   | COF  | Cofidis                |
| 101-107 | TUD  | Tudor Pro Cycling Team |
| 111-117 | CJR  | Caja Rural-Seguros RGA |

| N.      | Cod. | Squadra                               |
| ------- | ---- | ------------------------------------- |
| 121-126 | EKP  | Equipo Kern Pharma                    |
| 131-137 | EUS  | Euskaltel-Euskadi                     |
| 141-146 | ATI  | Anicolor-Tien 21                      |
| 151-157 | CDF  | FEIRENSE-BEECELER                     |
| 161-167 | EFL  | Efapel Cycling                        |
| 171-177 | ALL  | Aviludo-Louletano-Loulé               |
| 181-187 | LAA  | Credibom-LA Alumínios-Marcos Car      |
| 191-197 | RPB  | Rádio Popular-Paredes-Boavista        |
| 201-207 | ATF  | AP Hotels & Resorts-Tavira-SC Farense |
| 211-217 | GSU  | Gi Group Holding-Simoldes-UDO         |
| 221-227 | TAV  | Tavfer-Ovos Matinados-Mortágua        |

## Ordine d'arrivo (Top 10)
| Pos. | Corridore          | Squadra     | Tempo    |
| ---- | ------------------ | ----------- | -------- |
| 1    | António Morgado    | UAE         | 4h35'47" |
| 2    | Paul Magnier       | Soudal      | a 5"     |
| 3    | Mathias Vacek      | Lidl        | s.t.     |
| 4    | Samuel Watson      | Ineos       | s.t.     |
| 5    | Rui Costa          | EF          | s.t.     |
| 6    | Biniam Girmay      | Intermarché | s.t.     |
| 7    | Quinten Hermans    | Alpecin     | s.t.     |
| 8    | Julian Alaphilippe | Tudor       | s.t.     |
| 9    | Ruben Guerreiro    | Movistar    | s.t.     |
| 10   | Lorenzo Rota       | Intermarché | s.t.     |